# 베터런스 메모리얼 콜리시엄 (매리언)
베터런스 메모리얼 콜리시엄(Veterans Memorial Coliseum)는 미국 오하이오주 매리언에 위치한 실내 경기장이다. 과거 IHL 매리언 베이런스의 홈경기장으로 사용했다.